# Nastavce
Nastavce (Servisch cyrillisch Наставце) is een plaats in de Servische gemeente Vranje. De plaats telt 52 inwoners (2002).